# Viloma Cala Cala
Viloma Cala Cala ist eine Ortschaft im Departamento Cochabamba im südamerikanischen Anden-Staat Bolivien.

## Lage im Nahraum
Viloma Cala Cala ist der sechstgrößte Ort im Kanton Sipe Sipe im Municipio Sipe Sipe in der Provinz Quillacollo. Die Ortschaft liegt am westlichen Ende der Ebene von Cochabamba auf einer Höhe von 2669 m am rechten, südlichen Ufer des Río Viloma, der flussabwärts in den Río Rocha mündet, Hauptquellfluss des bolivianischen Río Grande.

## Geographie
Viloma Cala Cala liegt zwischen der bolivianischen Cordillera Central und der Cordillera Oriental im Übergangsbereich zum bolivianischen Tiefland.
Die mittlere Durchschnittstemperatur der Region liegt bei etwa 18 °C (siehe Klimadiagramm Cochabamba) und schwankt nur unwesentlich zwischen 14 °C im Juni und Juli und 20 °C im November. Der Jahresniederschlag beträgt etwa 450 mm, bei einer ausgeprägten Trockenzeit von Mai bis September mit Monatsniederschlägen unter 10 mm, und einem Regenmaximum im Januar mit 120 mm Monatsniederschlag.

## Verkehrsnetz
Viloma Cala Cala liegt in einer Entfernung von 31 Straßenkilometern westlich von Cochabamba, der Hauptstadt des Departamentos.
Von Cochabamba aus führt die asphaltierte Nationalstraße Ruta 4 in westlicher Richtung über die Stadt Quillacollo vorbei an Vinto in Richtung Sipe Sipe. Knapp zwei Kilometer nach Überquerung des Río Viloma auf der „Puente Viloma“ überquert die Straße den Río Chaco (auch: Río Phankuruma), vor der Brücke über den Río Chaco biegt man nach rechts ab und erreicht nach acht Kilometern Viloma Cala Cala am Fuße des Nationalpark Tunari (spanisch Parque Nacional Tunari, PNT).

## Bevölkerung
Die Einwohnerzahl der Ortschaft ist in dem Jahrzehnt zwischen den beiden letzten Volkszählungen um knapp ein Viertel angestiegen:
| Jahr | Einwohner         | Quelle       |
| ---- | ----------------- | ------------ |
| 1992 | keine Detaildaten | Volkszählung |
| 2001 | 468               | Volkszählung |
| 2012 | 574               | Volkszählung |
| 2024 |                   | Volkszählung |

Die Region weist einen hohen Anteil an Quechua-Bevölkerung auf, im Municipio Sipe Sipe sprechen 83,9 Prozent der Bevölkerung Quechua.